# Liên Thành, Long Nham
Liên Thành (chữ Hán giản thể:连城县) là một huyện thuộc địa cấp thị Long Nham, tỉnh Phúc Kiến, Cộng hòa Nhân dân Trung Hoa. Huyện này có diện tích 2951 ki-lô-mét vuông, dân số 330.000 người. Mã số bưu chính là 366200. Chính quyền huyện đóng ở trấn Liên Phong. Về mặt hành chính, huyện này được chia thành 7 trấn, 11 hương.
- Trấn: Liên Phong, Cô Điền, Miếu Tiền, Bắc Đoàn, Bằng Khẩu, Cử Khê, Tân Tuyền.
- Hương: Văn Hanh, Đường Tiền, Tứ Bảo, La Phường, Khúc Khê, Lại Nguyên, Tuyên Hòa, Lý Tầng, Lâm Phường, Yết Lạc, Cách Châu.

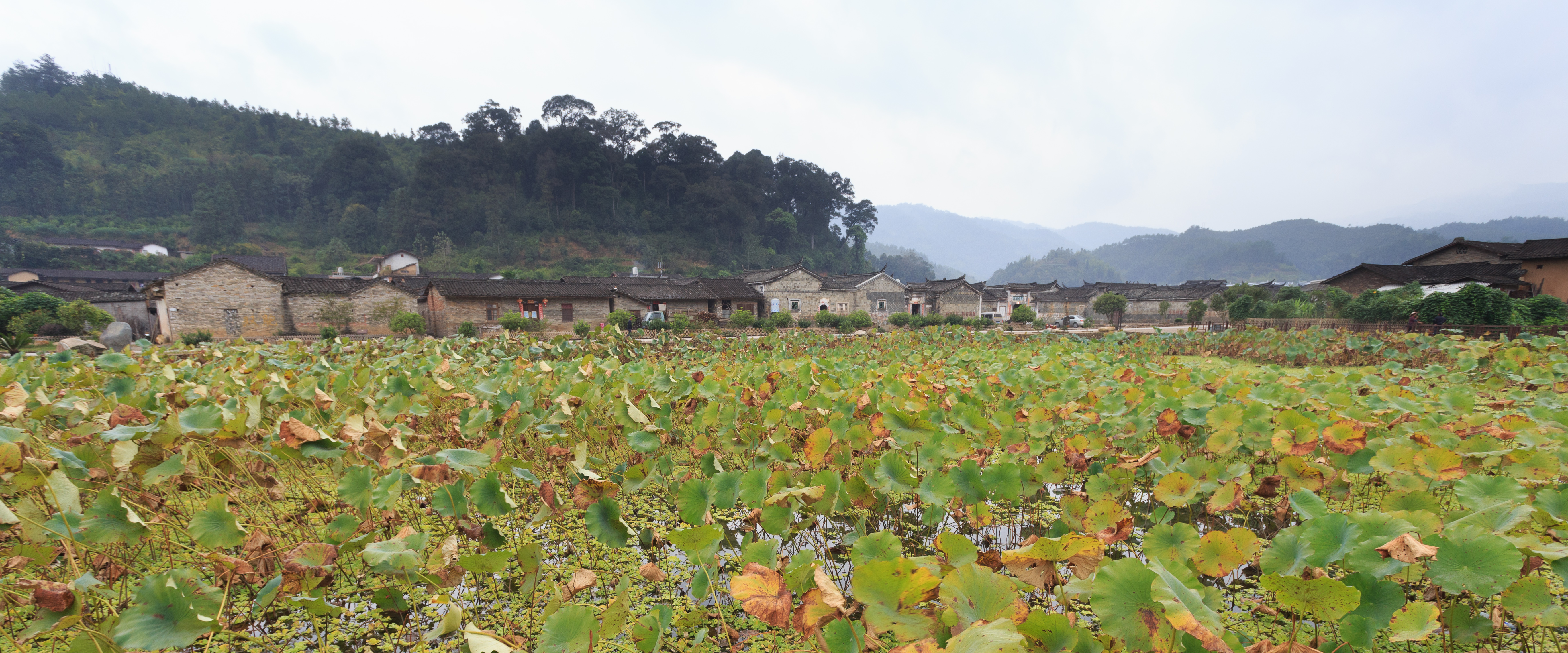
Phong cảnh Liên Thành